# Aída dos Santos

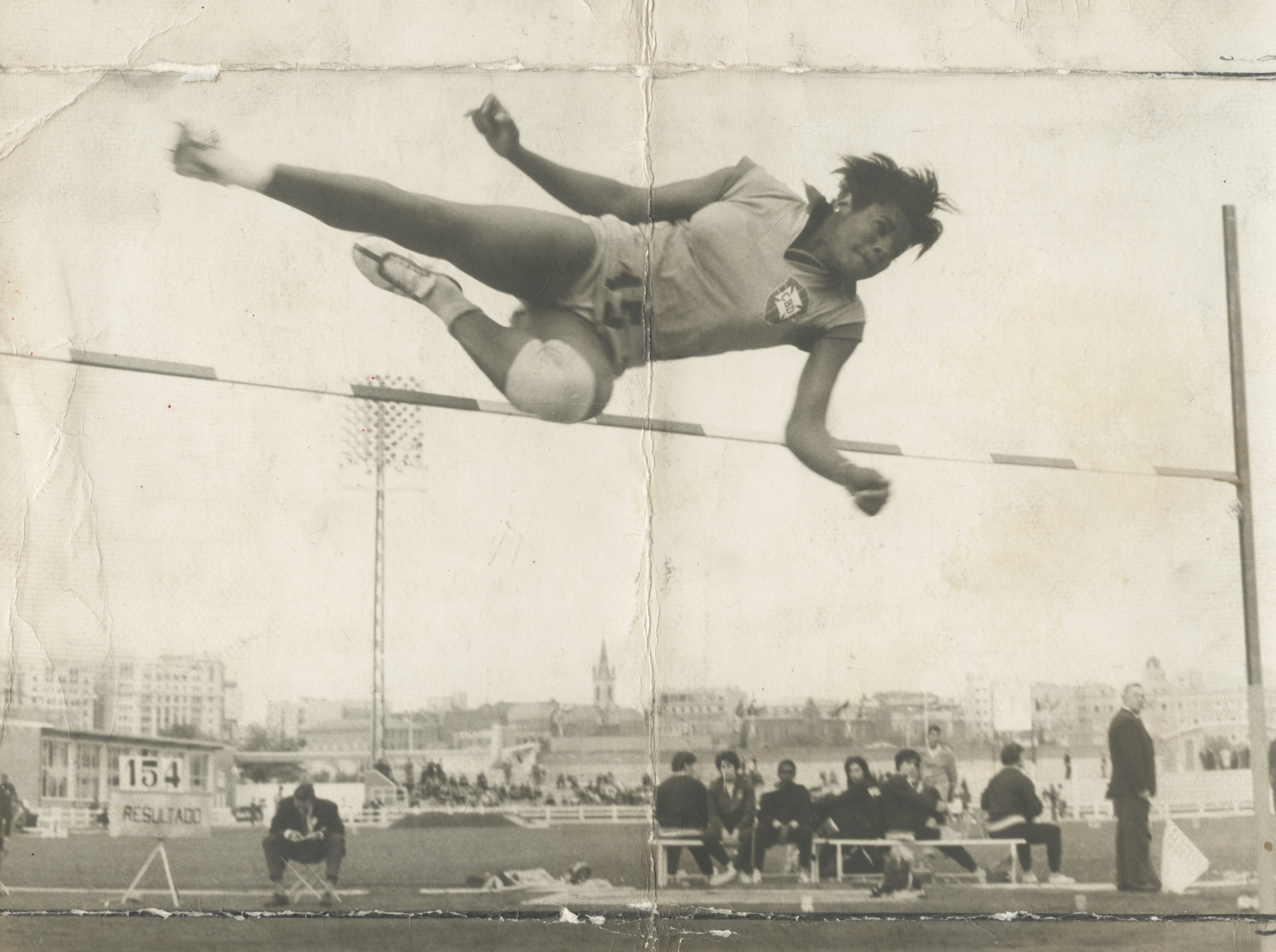
Em 1965.

Aída dos Santos Menezes (Rio de Janeiro, 1 de março de 1937) é uma geógrafa, pedagoga e professora de educação física ex-atleta brasileira, especialista no salto em altura. Na Universidade Federal Fluminense (UFF), foi professora voluntária de natação, basquete e futsal.

## Biografia
Nasceu prematura, na cidade do Rio de Janeiro. Era a caçula entre seis irmãos, filha de um pedreiro alcoólatra e uma lavadeira. Passou a morar ainda criança com a família no Morro do Arroz, favela no município de Niterói. Descoberta pelo Fluminense, na primeira competição que ganhou levou uma surra do pai, que disse que medalha não enche barriga. Quando estava no Vasco, não ia aos treinos porque usava o dinheiro da passagem para comprar comida.
Para cursar faculdade, ia às aulas de manhã, trabalhava à tarde e treinava à noite. Formou-se em geografia, educação física e pedagogia. De 1975 a 1987, foi professora de educação física na Universidade Federal Fluminense (UFF).
Participou de duas edições dos Jogos Olímpicos. Em Tóquio 1964, ficou em quarto lugar no salto em altura, atingindo a marca de 1,74m. Naquela edição dos Jogos, Aída foi a única mulher da delegação brasileira de 68 atletas.
A ela nenhuma estrutura foi fornecida: viajou sem técnico e sem material para competir. Nem sequer tinha roupa para a Cerimônia de Abertura: usou um uniforme adaptado de outra competição, não recebendo suporte dos dirigentes do esporte brasileiro que estavam em Tóquio. Para competir chegou a ir em 2 estandes em busca do seu material de competição, mas seu nome não estava inscrito, no 2º estande um senhor ficou com dó e liberou um sapato de sprinter, que não era o ideal, mas servia para competir.
Aída conseguiu sua classificação para final, se tornando a primeira mulher brasileira a chegar à uma final olímpica, porém durante a fase classificatória torceu o tornozelo durante o salto. Desprezada pelos dirigentes brasileiros, recebeu auxílio do técnico peruano Roberto Abugatas em relação a melhorias para a final, além de ter sido atendida pelo médico da delegação cubana, a pedido da atleta Miquelina Cobian.
O quarto lugar de Aída dos Santos no salto em altura, em Tóquio 1964, foi o melhor resultado das mulheres brasileiras em Jogos Olímpicos até as Olimpíadas de Atlanta, em 1996
Quatro anos depois, nos Jogos da Cidade do México, ficou em vigésimo no pentatlo.
É mãe da jogadora de voleibol Valeska Menezes, com quem mantém um instituto para promover a inclusão social por meio do atletismo e do voleibol.

## Homenagem e reconhecimento
Em 2006, Aída dos Santos recebeu o Troféu Adhemar Ferreira da Silva no Prêmio Brasil Olímpico,
Já em 2009 foi agraciada com o Diploma Mundial Mulher e Esporte, uma premiação especial do Comitê Olímpico Internacional.
Numa parceria entre a Prefeitura de Niterói e a Universidade Federal Fluminense (UFF), o complexo esportivo localizado no campus do Gragoatá da universidade, foi reformado, passando a se chamar Complexo Aída dos Santos, sendo inaugurado em maio de 2024 com a realização do Grande Prêmio Brasil de Atletismo.